# Кулі (соус)

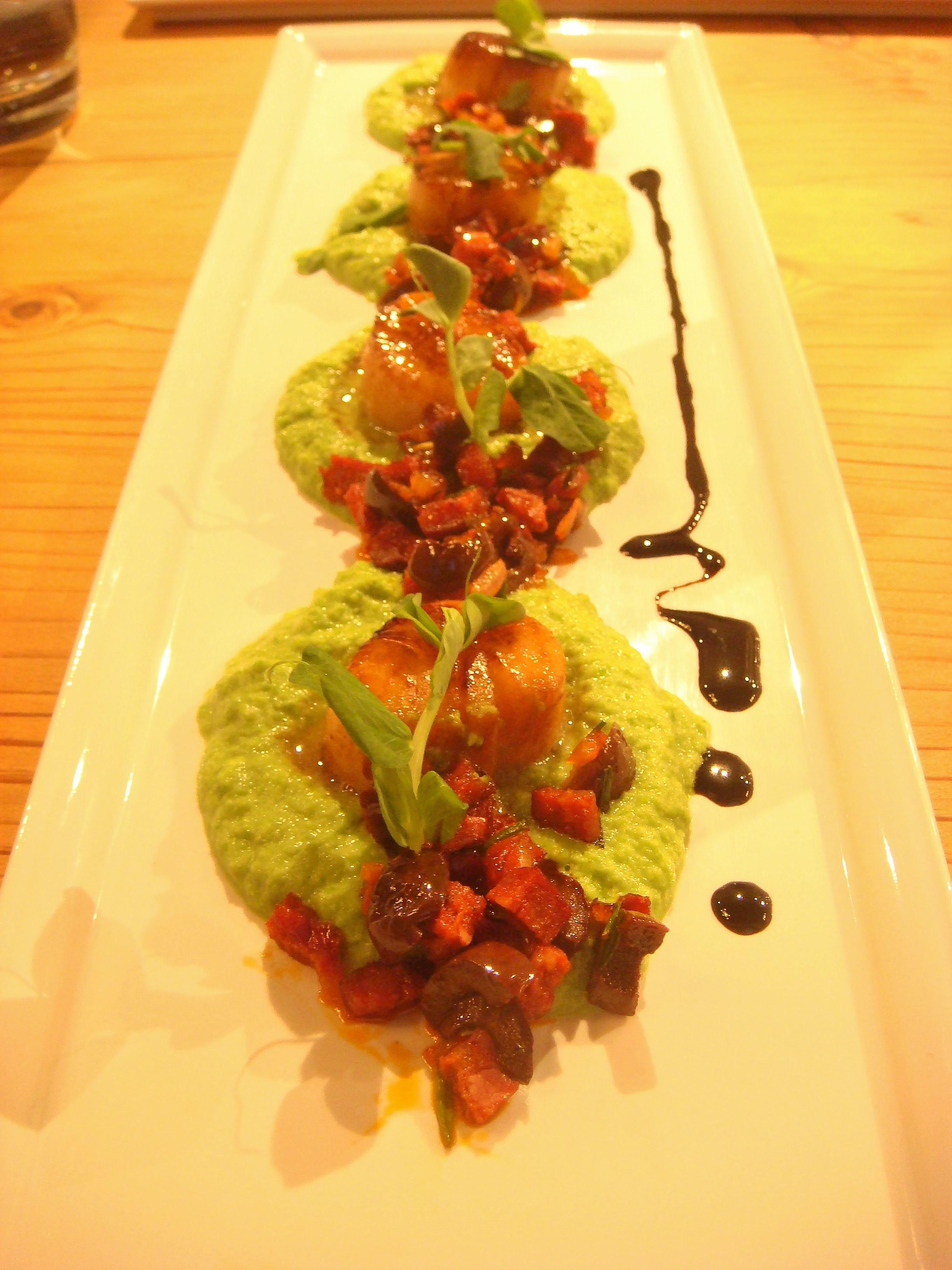
Грібінці з чоризо, сервіровані на гороховому кулі

Кулі́ (куліс, фр. coulis, від фр. couler — «текти») — концентрований сік або пюре з дичини, птиці, риби, ракоподібних, молюсків та томатів, що виступає як основа для соусів і супів, для посилення їх смаку. Згідно з даними «Гастрономічної енциклопедії Ларусс», перша письмова згадка про кулі міститься в роботі французького кулінара П'єра де Люна 1656 року «Новий кухар» (фр. Le nouveau cuisinier). До складу його рецепта входили печериці, бульйон, пакет (paquet — букет гарні, що містить шматочок сала) і лимонний сік. Отриману суміш рекомендувалося загустити борошном або жовтками зварених круто яєць з товченими мигдалевими горіхами. Олександр Дюма у своєму «Великому кулінарному словнику» зазначав, що перш за все кулі «не повинно бути ні надто густим, ні надто світлим, якісне кулі відрізняє приємний колір кориці».
За відомостями В. Похльобкіна, куліс застосовується перш за все в ресторанній кухні і є ароматичною приправою у вигляді підливи, що готується з рідкісних і високоякісних продуктів без загущування і додається в різні страви за кілька хвилин до їхньої готовності. Наприклад, відварена риба сом може ввібрати осетровий кулі і придбати відповідний смак осетрини, а відварена яловичина — смак дичини з кулі, приготовленого з дичини. 